# Segovia

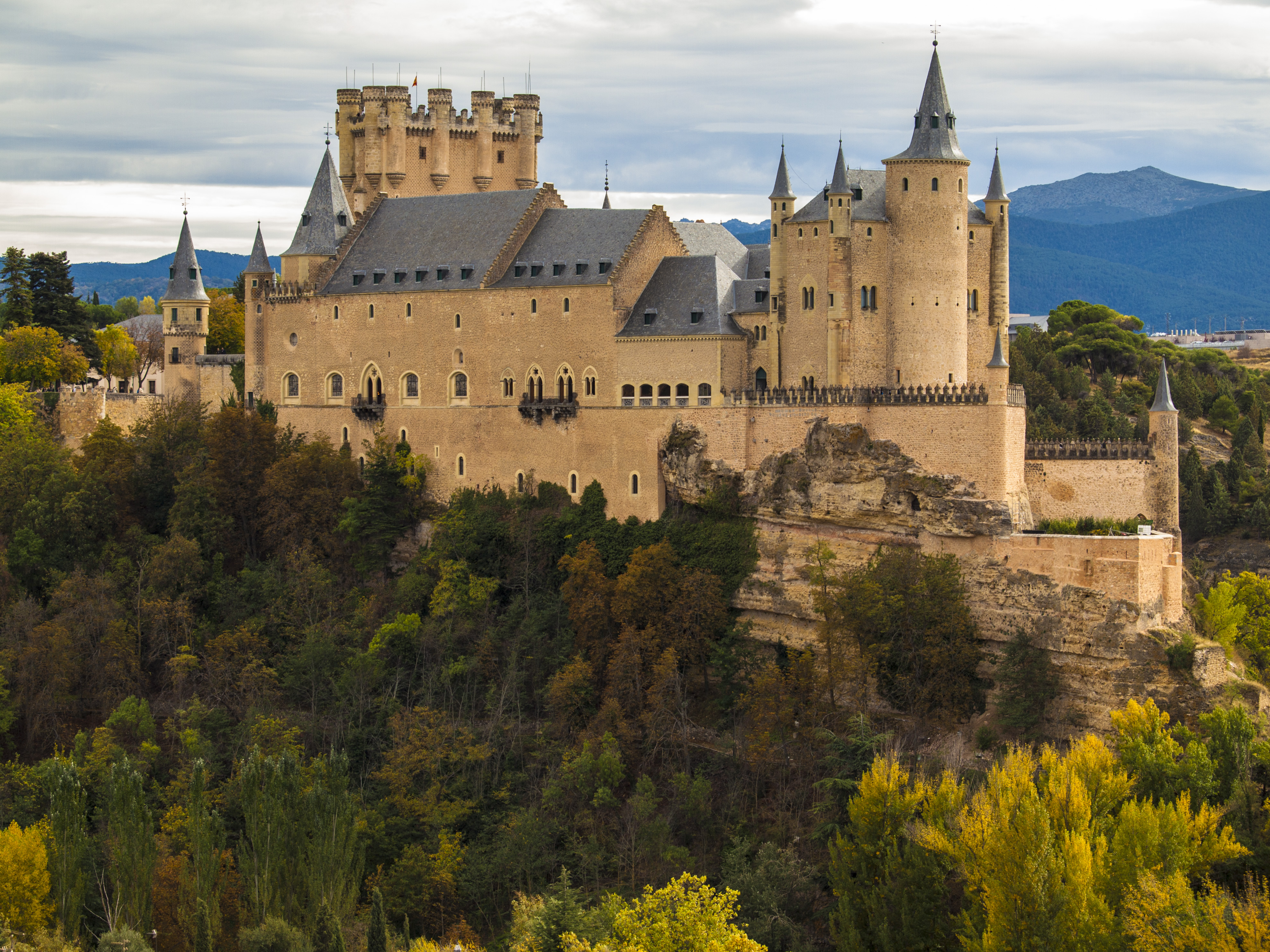
Den medeltida borgen Alcázar i Segovia.

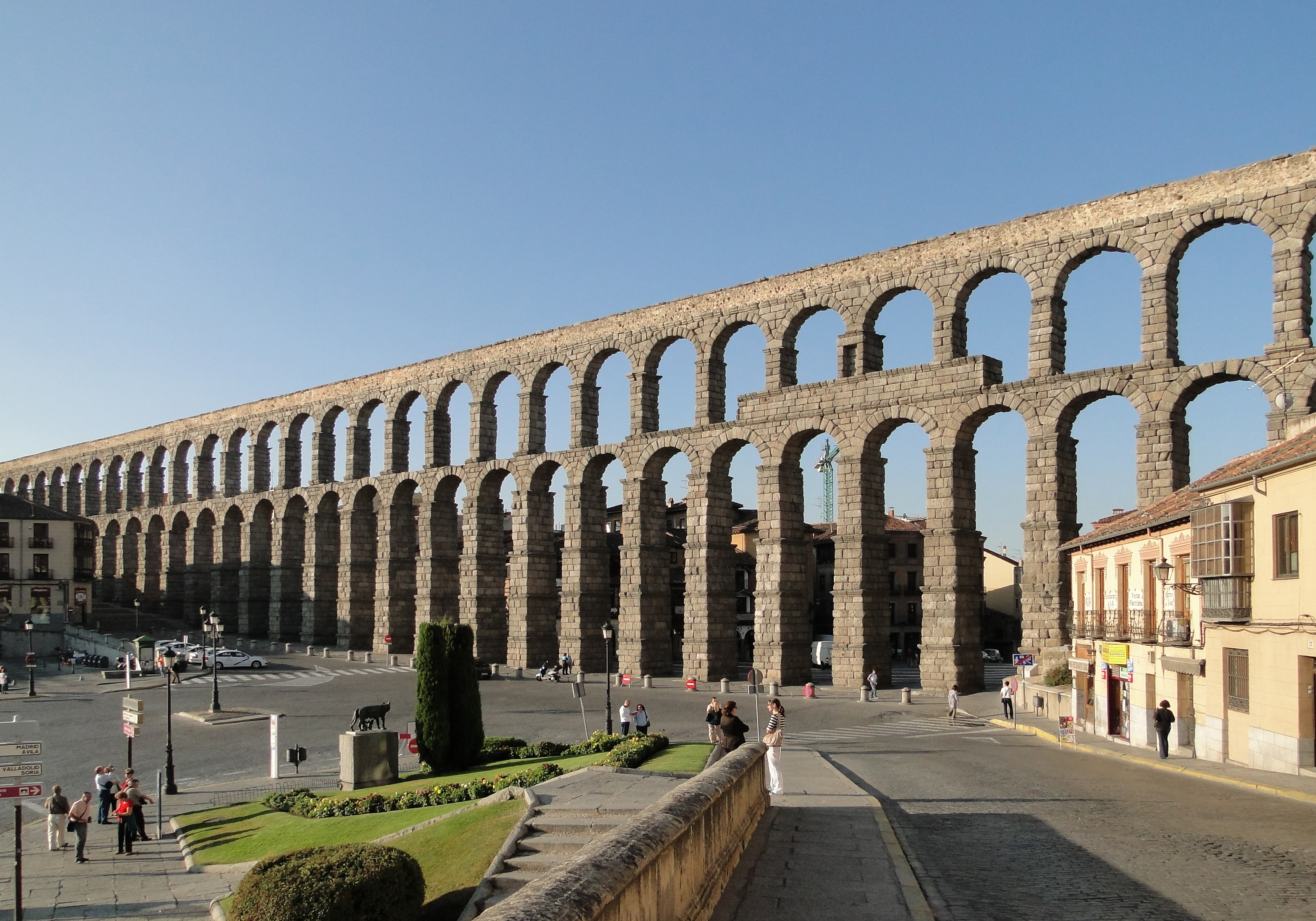
Segoviaakvedukten.

Segovia (spanskt uttal: [seˈɣoβja]
 ( lyssna)) är en stad och kommun i den autonoma regionen Kastilien och León i centrala Spanien. Staden ligger på högplatån Meseta Central, cirka 68,5 kilometer nordväst om Madrid. Segovia är huvudort i provinsen med samma namn. Kommunen har 51 525 invånare (2024), på en yta av 163,59 km².
Gamla staden och akvedukten i Segovia blev 1985 uppsatt på Unescos världsarvslista.

## Historia
Segovias historia är gammal. På den plats där borgen Alcázar ligger fanns tidigare en keltisk fornborg. Under den romerska epoken tillhörde staden juridiskt sett den romerska kolonin Colonia Clunia Sulpicia. Man tror att staden övergavs efter den moriska invasionen. Efter Alfons VI:s erövring av Toledo, påbörjade greven Raimond av Burgund, svärson till Alfons VI, tillsammans med biskopen i det återskapade stiftet, Pedro de Agén, återbefolkningen av Segovia med kristna som kom från den norra delen av Iberiska halvön och även från Pyrenéerna. Stiftet omfattade ett vidsträckt område vars mark korsade Sierra de Guadarrama och även inkluderade floden Tajos sträckning.
Under 1100-talet utsattes Segovia för allvarliga uppror mot dess guvernör Álvar Fáñez, och även senare som en del i stridigheterna under drottning Urracas regeringstid. Trots dessa oroligheter medförde Segovias geografiska läge längs vandringslederna för transport av boskap att staden förvandlades till ett viktigt centrum för handel av ull och textilprodukter (vars förekomst har dokumenterats sedan 1100-talet).
Slutet av medeltiden var en glansfull epok, som efterlämnade betydande hebreisk litteratur, som skapat basen för en kraftfull klädesindustri och som utvecklat en praktfull gotisk arkitektur. Staden var också hov för kungen (av huset Trastámara), Alfons X (den vise), som hade gjort Alcázar till kungligt residens.
Det var i Segovia som Isabella I utropas som drottning av Kastilien (13 december 1474).
Som alla de spanska textilorterna, deltog Segovia i Comunerosupproret, vilket resulterade i ett uppmärksammat ingripande under ledning av Juan Bravo. Trots städernas nederlag, fortsatte det ekonomiska uppsvinget för staden under 1500-talet, år 1594 hade staden 27 000 invånare.
Sedan, såsom nästan alla spanska städer, hamnade staden i dekadens så att knappt ett sekel senare, 1694 hade folkmängden sjunkit till endast 8 000 invånare. I början av 1700-talet försökte man gjuta liv i textilindustrin, med föga framgång. Under andra hälften av seklet, med Karl III av Spanien som företrädare för upplysningen, gjorde man ett nytt försök genom att 1763 bilda Real Compañía Segoviana de Manufacturas de Lana (”Segovias kungliga ullproduktionsföretag”). Men bristen på konkurrenskraft på produktionen gjorde att kronan drog tillbaka sitt stöd (1779). Man hade även 1764 invigt Real Colegio de Artillería ("Kungliga artilleriskolan"), den första militära akademin i Spanien, vilken fortfarande finns kvar i staden.
År 1808 skövlades staden av de franska trupperna under spanska självständighetskriget. Ett första anfall emot staden under ledning av tronpretendenten Don Carlos blev utan framgång. Under 1800-talet och första hälften av 1900-talet upplevde Segovia en demografisk återhämtning som resultat av en ekonomisk återhämtning.

## Ekonomi
Segovia har metallindustri, livsmedelsindustri (berömt för sina korvar), byggnadsindustri och byggvaror samt trä- och möbelindustri.

## Kända personer från Segovia
- Domingo de Soto, dominikansk präst och teolog på 1500-talet